# 左近家住宅
左近家住宅（さこんけじゅうたく）は、大阪府河内長野市滝畑に所在する古民家。主屋が国の重要文化財に指定されている。

## 概要
滝畑ダム南東の山間部に位置し、当地区で最も古いとされる。構造手法から江戸時代前期、17世紀後半の建築とされる。「納戸構え」や「突き止め溝の差し物」など特徴がある。以前は屋根全面に苔むして腐朽した状況や樹木で覆われた山側東面茅葺きの破損が甚大であったため、2019年 (令和元年) から保存修理工事が行われた。

## 文化財
当家屋は木造、桁行7間、 梁間4間半、身舎梁間3間半。入母屋造、茅葺き。1979年 (昭和54年) 2月3日、重要文化財指定を受けた。

## 現地情報

### 所在地
- 大阪府河内長野市滝畑1700番地

### 公開
- 通常は非公開

### 交通アクセス
- 南海高野線、近鉄長野線河内長野駅よりバス、夕月橋下車